# 세도 이강 묘 및 정려
세도 이강 묘 및 정려는 충청남도 부여군 세도면에 있다. 2016년 12월 31일 부여군의 향토문화유산 제130호로 지정되었다.